# Fritz Hassold
Fritz Hassold (* 9. Februar 1894 in Mies, Österreich-Ungarn; † 19. September 1945 in Pilsen) war sudetendeutscher Rechtsanwalt, stellvertretender Vorsitzender des Gesamtverbandes der deutschen Akademikerschaft in der Tschechoslowakei und Abgeordneter der Deutschen Nationalpartei (DNP) im Prager Parlament.

## Leben
Hassold wuchs als Sohn des Herausgebers der Mieser Zeitung und Abgeordneten Andreas Hassold auf. 1913 fing er das Studium der Rechts- und Staatswissenschaften in Prag an, welches er mit dem Ausbruch des Ersten Weltkrieges unterbrechen musste. Von 1914 bis 1918 diente er als Soldat in der k.u.k. Armee, zuletzt als Oberleutnant der Artillerie.
1918/19 saß er längere Zeit in Pilsen in tschechischer Haft, weil er nach dem Zusammenbruch der k.u.k.-Monarchie zu den Organisatoren der „deutsch-österreichischen Volkswehr“ gehörte, die die Besetzung der sudetendeutschen Gebiete durch tschechische Truppen abzuwehren versuchte. Hassold hoffte, dass sich die Anfang November 1918 proklamierte Provinz Deutschböhmen, die zu etwa 95 Prozent deutsch besiedelt war, auf Grundlage des 14-Punkte-Programms von US-Präsident Woodrow Wilson der neugegründeten Republik Deutsch-Österreich anschließen könnte. Um dies zu verhindern, ließ die tschechische Zentralregierung in Prag ab etwa Mitte November 1918 militärische Einheiten in die deutschen Siedlungsgebiete einmarschieren.
Nach Entlassung aus der Haft nahm Hassold sein Studium an der Deutschen Universität Prag wieder auf und beendete es 1923 mit dem Dr. jur. et rer. pol. Während des Studiums schloss er sich 1913 der Prager Burschenschaft Teutonia an und galt ab 1919/20 als einer der führenden Funktionäre der deutschen Studentenschaft. So war Hassold Mitbegründer und Vorsitzender der Sudetendeutschen Studentenschaft, des DSt-Kreises IX Sudetendeutschland und Mitglied des Hochschulpolitischen Ausschusses der Deutschen Burschenschaft.
Hassold wurde noch als cand. jur. Sekretär des Bundes der Landwirte (BdL). Ab 1923 Mitglied und später stellvertretender Vorsitzender des Gesamtverbandes der deutschen Akademiker in der Tschechoslowakei. Des Weiteren betätigte er sich journalistisch und wurde Hauptschriftleiter und Herausgeber der Sudetendeutschen Akademiker-Zeitung, welche das wichtigste Blatt deutscher Akademiker in der Tschechoslowakei darstellte. Als Abgeordneter der Deutschen Nationalpartei (DNP) wurde er von 1929 bis 1933 in das Abgeordnetenhaus gewählt.
Als Mitglied der SS organisierte er nach dem Münchener Abkommen den Einmarsch der deutschen Wehrmacht in Mies, die an der Besetzung des sudetendeutschen Grenzgebiete teilnahm, aus denen der NSDAP- und Reichsgau Sudetenland gebildet wurde, zu dem sein Heimatort Mies bis 1945 gehörte. Zum 1. November 1938 trat er der NSDAP bei (Mitgliedsnummer 6.667.681).
Kurz nach Ende des Zweiten Weltkrieges wurde er in der Tschechoslowakei verhaftet und in das berüchtigte Gefängnislager Bory bei Pilsen verbracht, in welchem er aufgrund der schlechten hygienischen Bedingungen an Furunkulose verstarb.